# Sinfonía n.º 44 (Haydn)

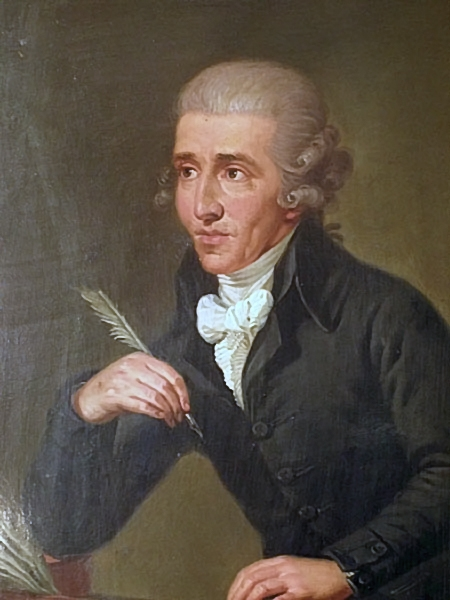
Haydn hacia 1770.

La Sinfonía en mi menor, Hob. I:44, también conocida como Fúnebre o en alemán Trauer, fue compuesta por Joseph Haydn en 1772, durante el periodo Sturm und Drang del compositor.

## Historia
La producción sinfónica del maestro austríaco puede dividirse a grandes rasgos en tres bloques temporales: el primer bloque (1757-1761) se corresponde con su periodo al servicio del conde Carl von Morzin (n.º 1 - n.º 5); el segundo bloque en la corte Esterházy (1761-1790 pero con la última sinfonía para el público de Esterházy en 1781); y el tercer bloque (1782-1795) comprende las Sinfonías de París (n.º 82 - n.º 87) y las Sinfonías de Londres (n.º 93 - n.º 104). El 1 de mayo de 1761 el compositor firmó su contrato como vice-kapellmeister (más tarde kapellmeister) de la familia Esterházy, que nominalmente duró 48 años, hasta su muerte.
La composición de esta pieza se desarrolló en 1772. El sobrenombre espurio "Fúnebre" surgió en el siglo XIX, quizás debido a una interpretación del Adagio durante una misa en memoria de Haydn en septiembre de 1809 en Berlín. La idea de que deseaba que se interpretara en su propio funeral parece ser pura leyenda.

## Instrumentación
La partitura está escrita para una orquesta formada por:
- Viento madera: 2 oboes y 1 fagot.
- Viento metal: 2 trompas (en mi y en sol).
- Cuerda: una sección de cuerdas con 2 violines, viola, violonchelo y contrabajo.
- Teclado: clavecín como bajo continuo.

En aquella época se solía emplear un fagot para amplificar la voz del bajo, incluso sin una notación separada. En cuanto a la participación del clavecín como bajo continuo en las sinfonías de Haydn existen diversas opiniones entre los estudiosos: James Webster se sitúa en contra; Hartmut Haenchen a favor; Jamie James en su artículo para The New York Times presenta diferentes posiciones por parte de Roy Goodman, Christopher Hogwood, H. C. Robbins Landon y James Webster. A partir de 2019 la mayor parte de las orquestas con instrumentos modernos no utiliza el clavecín como continuo. No obstante, existen grabaciones con clavecín en el bajo continuo realizadas por: Trevor Pinnock (Sturm und Drang Symphonies, Archiv, 1989-1990); Nikolaus Harnoncourt (n.º 6–8, Das Alte Werk, 1990); Sigiswald Kuijken (incluidas las Sinfonías de París y Londres; Virgin, 1988-1995); Roy Goodman (Ej. n.º 1-25, 70-78, 82-87; Hyperion, 2002).

## Estructura y análisis
La sinfonía consta de cuatro movimientos:
- I. Allegro con brio, en mi menor 4
4
- II. Menuet. Allegretto, en mi menor – Trio, en mi mayor 3
4
- III. Adagio, en mi mayor 2
4
- IV. Finale. Presto, en mi menor 2
2

La interpretación de esta obra dura aproximadamente entre 20 y 25 minutos. Es una de las pocas sinfonías de Haydn en situar el minueto en segundo lugar y el movimiento lento en tercer lugar, trastocando la estructura clásica de la sinfonía en la cual intercambian estos puestos. Este patrón sólo se encuentra en otras cinco sinfonías de Haydn, todas ellas tempranas excepto una (Sinfonías "B", n.º 15, 32, 37, 68). En cambio, fue su patrón constante en los Cuartetos de cuerda, Op. 9 y Op. 17, así como tres en cada uno de los Op. 20 y Op. 33. En cualquier caso, la sucesión de movimientos aquí exhibe una combinación de fuerza expresiva, ímpetu y equilibrio entre las partes que es excepcional incluso en la música de Haydn.
Pertenece al periodo Sturm und Drang comprendido aproximadamente entre 1768 y 1774. Este estilo con su estética dominante de emocionalismo exacerbado, floreció no sólo en la producción de Haydn, sino en la música austriaca en general. Este emocionalismo se tradujo en un mayor uso de las tonalidades menores, una tendencia hacia contrastes más fuertes, incluso violentos, en la música, inquietas figuras sincopadas en el acompañamiento y otros recursos, muchos de los cuales se habían originado en la ópera italiana de la década de 1760. El repentino interés de los músicos austriacos por escribir música de este tipo puede deberse simplemente a que vieron en estos nuevos elementos del vocabulario musical una forma de enriquecer y ampliar el contenido expresivo de su música más allá del estilo galante más bien gentil que había imperado desde finales del Barroco. Esta célebre sinfonía evidencia por qué las composiciones Sturm und Drang en modo menor de Haydn han sido tan apreciadas. Toda la obra es concisa y concentrada, no se desaprovecha ni una nota y mantiene su atmósfera de severa pasión con notable coherencia. Se trata de una obra homotonal, dado que todos los movimientos están en la misma tónica. El único alivio respecto a mi menor es el brillante modo paralelo, mi mayor, en el trío del minueto y el movimiento lento. En todos estos aspectos puede compararse con el segundo Cuarteto de cuerda "Razumovsky" de Beethoven.

### I.Allegro con brio
El primer movimiento, Allegro con brio, está escrito en la tonalidad de mi menor, en compás de 4/4 y sigue la forma sonata. El movimiento de apertura es una obra maestra de construcción y retórica. Se abre con un enérgico y severo motivo de cuatro notas tocadas al unísono que el compositor emplea con profusión a lo largo de todo el movimiento. El motivo inicial se eleva en octavas sencillas a través de una quinta y una cuarta, 1-5-8. A pesar de varias frases contrastantes y figuras de acompañamiento, parece dominar todo el movimiento, como una reminiscencia del famoso Cuarteto de cuerda "Quinten" ("Quintas"), Op. 76 n.º 2, escrito en la menor. En el segundo grupo, el motivo aparece varias veces: al principio, en la línea de bajo; unos compases más tarde, ascendiendo dramáticamente a través de tres octavas; y aún más tarde, en una nueva orientación armónica. Hacia la conclusión, tras una pausa en un acorde de séptima disminuida, vuelve en imitación a tres partes, en piano, produciendo así un clímax de intensidad contenida. La otra idea más importante, un patrón secuencial de semicorcheas y corcheas alternas, se introduce como contratema sobre la entrada del bajo al principio del segundo grupo. La música es inusualmente contrapuntística, con el punto culminante en un pasaje contrapuntístico a tres voces en la coda.

### II.Menuet. Allegretto – Trio
El segundo movimiento, Menuet. Allegretto – Trio, está en mi menor que en el trío pasa a mi mayor y el compás es 3/4. El minueto ocupa el segundo lugar, un formato poco habitual en Haydn que solía situarlo en el tercer lugar. Al igual que el movimiento inicial, es severo y contrapuntístico. El minueto es un canon a la octava entre melodía y línea de bajo ("canone in diapason"),es decir, entre las voces agudas y graves en un intervalo de un compás. Los violines y el primer oboe comparten la melodía, mientras que el segundo oboe y las violas doblan las partes exteriores libremente en terceras, y las trompas completan la armonía (a menudo con significado motívico). El canon se manipula con ingenio; especialmente eficaz es el pasaje que en un minueto normal habría sido la repetición del tema principal: tras una pausa, la distancia temporal entre la melodía y el bajo aumenta de un compás a dos, acentuando el aire inquietante y turbador que la parquedad y el rigor han generado desde el principio. El contraste del trío es abrumador, ya que los violines descienden desde las alturas en un radiante mi mayor y las trompas responden ascendiendo de nuevo.
Haydn escribió un canon parecido para el minueto de su Sinfonía n.º 23 y cánones similares serían escritos más adelante en minuetos en sol mayor por Michael Haydn y Mozart. Más adelante, el propio Haydn desarrollaría esta técnica en los "Cánones en diapasón" del minueto de su Sinfonía n.º 3 y el "Minueto de las brujas" de su Cuarteto para cuerdas en re menor Op. 76. 

### III.Adagio
El tercer movimiento, Adagio, está en mi mayor y en compás de 2/4. El movimiento lento, interpretado por las cuerdas con sordina, presenta un carácter solemne similar a los de Haendel. Hay poca ligereza, salvo en el contrapunto del tema de apertura. La música resulta infaliblemente hermosa. Cuando oboes y trompas entran de repente al final del contrapunto, es un momento de belleza y sentimiento sin parangón. Como en tantos movimientos lentos de sinfonías Sturm und Drang, Haydn se toma su tiempo. Quizás en parte por esta razón inicia la recapitulación directamente con esa mágica entrada de oboe y trompa, aún más aguda que antes.

### IV.Finale. Presto
El cuarto y último movimiento, Finale. Presto, retoma la tonalidad inicial y el compás es alla breve. El Finale supera incluso al Allegro en concentración y empuje. Haydn nunca superó el implacable ímpetu de este movimiento. Al igual que el movimiento inicial, está escrito en forma sonata, se abre con un tema al unísono y está dominado por un motivo inicial. Presenta una de las indicaciones de tempo más rápidas posibles, pero no es ligero. Su energía es frenética y amenazadora. A medida que se acumulan las figuras de acompañamiento, la textura se vuelve cada vez más contrapuntística, hasta que el segundo grupo estalla en un doble canon, que constituye el despliegue contrapuntístico más virtuoso de la sinfonía. Incluso cuando se restablece la textura homofónica, la inestabilidad se mantiene en un tono alto. el desarrollo es aún más emocionante. El motivo inicial conduce a través de una secuencia ascendente de nueve tonos, casi "hasta el crujido de la fatalidad" (como Tovey dijo de Beethoven); a partir de ahí, una nueva versión de la secuencia modula casi otros tantos tonos hacia el grave, hasta la dominante de origen y la retransición. Como en el Adagio, Haydn pasa directamente al segundo grupo (con el doble canon). Una coda sustancial vuelve al tema principal, primero en fragmentos amenazantes, finalmente en una versión cadencial culminante en el bajo. En aquella época se esperaba que las obras en tonalidad menor terminasen con un movimiento en tonalidad mayor, o al menos que afirmasen la tonalidad mayor en una conclusión edificante, como sucede en la Sinfonía n.º 45 "De los adioses". Aquí no se sigue esta tradición. El poder que Haydn ha construido conduce inexorablemente a un final en clave menor de profunda desesperación.